# Stile azero
Lo stile azero (Persiano: شیوهٔ معماری آذری) è uno stile (sabk) di architettura categorizzato all'interno dell'architettura iraniana sviluppato nell'Azerbaigian persiano. I limiti di questo stile di architettura vanno da un arco alla fine del XIII secolo (Ilkhanato) sino alla comparsa della dinastia safavide nel XVI secolo.
Esempi di questo stile sono: il Duomo di Soltaniyeh, Arg e Tabriz, la moschea del venerdì di Varamin, la moschea Goharshad, la moschea Bibi Khanum a Samarcanda, la tomba di Abdas-Samad, Gur-e Amir, la moschea del venerdì di Yazd e la moschea del venerdì di Urmia.

## Galleria d'immagini

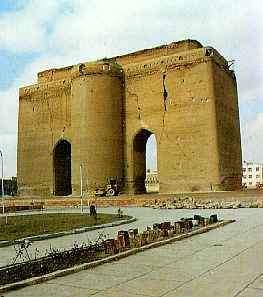
Arg e Tabriz
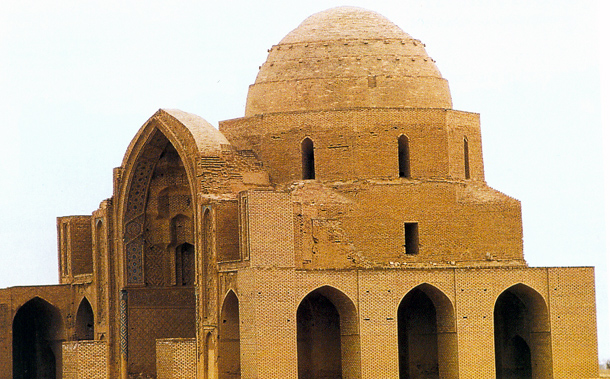
la moschea del venerdì di Varamin
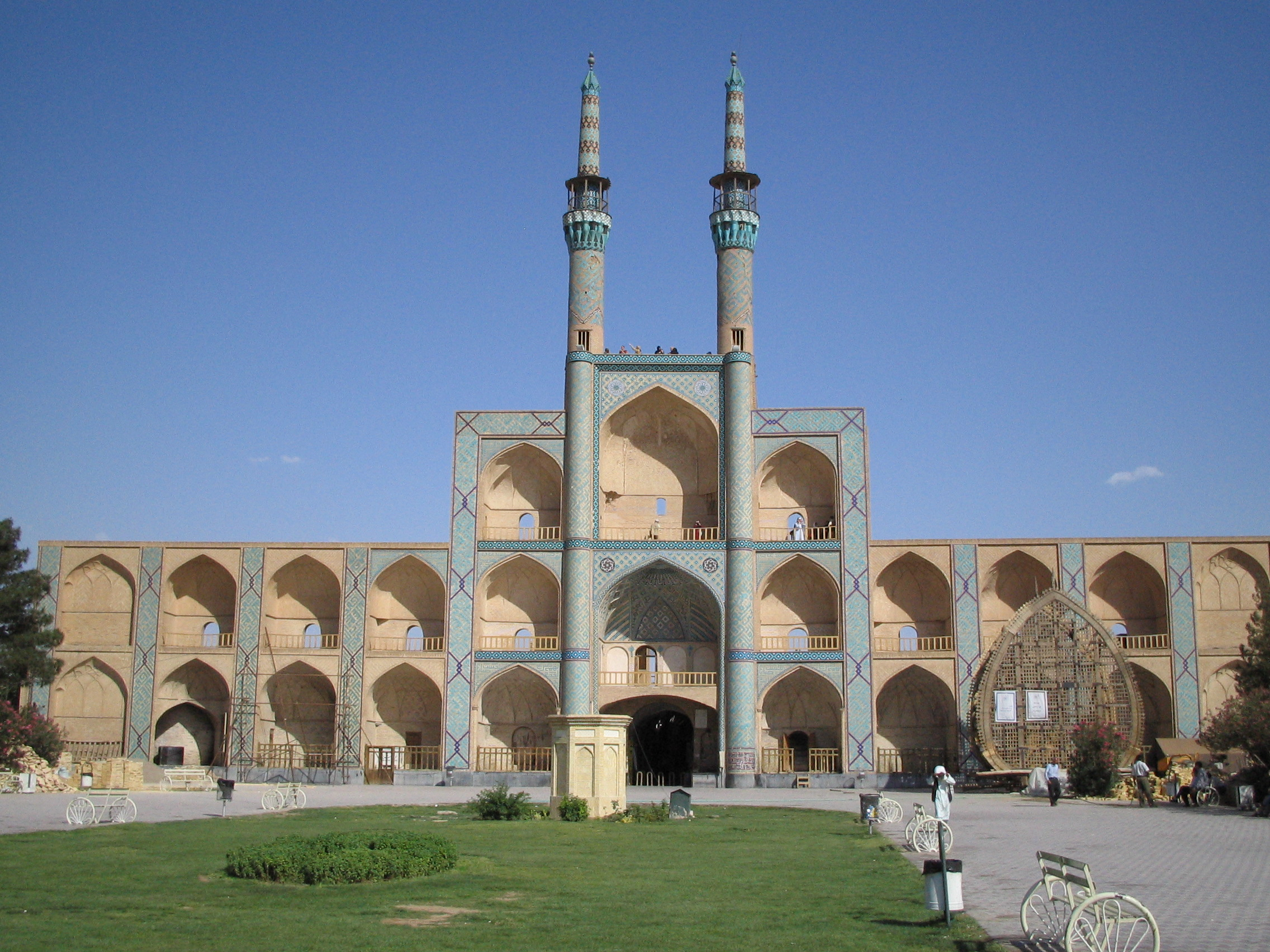
Tekyeh Mir chakhmagh, Yazd
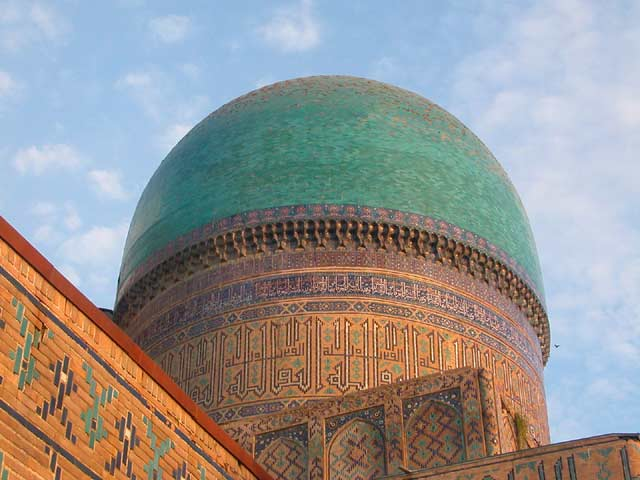
la moschea di Bibi-Khanym